# Alpsko skijanje
Alpsko skijanje je vrlo raširen način skijanja na planinskim padinama prekrivenim snijegom. Ime je dobilo po Alpama, planinskom gorju u Europi gdje je tradicija takvog načina skijanja i začeta. Iako je alpsko skijanje danas rašireno u cijelom svijetu i na svim kontinentima, naziv se zadržao do danas.
Ovaj vid skijanja vrlo je raširen vid rekreacije ali i jedan od standardnih olimpijski športova na zimskim Olimpijskim igrama.

## Tehnike alpskog skijanja
Kroz povijest su se tehnike alpskog skijanja često značajno mijenjale. Razloga za te promjene bilo je više, osim same domišljatosti pojedinih učitelja skijanja tu je i tehnološki napredak materijala, oblika i funkcionalnosti skijaške opreme, nivo uređenosti staza, itd.
Prva poznata alpska tehnika je Lilefender, a dobila je ime po gradu Lilenfeldu. Riječ je o tehnici skijanja pomoću jednog dugačkog štapa, kod kojeg skijaš zabada štap u središte zavoja te se zatim oko njega rotira i na taj način određuje smjer skretanja. Kasnije su skijaši vrlo brzo usvojili korištenje dva kraća štapa a ne jednog dugačkog.
Puno je širu primjenu doživjela tzv. Alberg tehnika koju je ranih godina 20. stoljeća prezentirao Austrijanac Hannes Schneider, a poznata je i kao tehnika plužne kristijanije. Valja istaknuti i Norvežanina Sondre Norheima, koji je konstruirao skijaški vez koji je omogućio bolje upravljanje skijom, i to tehnikom koja se danas naziva telemark. Daljni napredak tehnologije, posebice kvalitete skija i njihovih rubnika, omogućile su modernije alpske tehnike kao što su prestupna tehnika te carving (čitaj karving, od engleskog naziva carving). Danas u natjecateljskom i rekreativnom alpskom skijanju preovladavaju carving, te kod manjeg broja skijaša prestupna tehnika.

## Discipline alpskog skijanja
Alpske natjecateljske skijaške discipline su: slalom, veleslalom, spust, super-veleslalom, alpska kombinacija i paralelna natjecanja. Neslužbeno bi ih mogli kategorizirati na tehničke (slalom i veleslalom) i brzinske (spust i super-veleslalom) discipline.
Najvažnije natjecanje u alpskom skijanju je ono koje se odvija na zimskim Olimpijskim igrama. Svake godine se vrhunski skijaši natječu na natjecanjima Svjetskog kupa pod patronatom Međunarodne skijaške federacije (FIS), koja organizira i niz utrka nižeg nivoa. U ne-olimpijskoj godini skijaši se okupe na Svjetskim prvenstvima.

## Poznati alpski skijaši
Velik je broj poznatih skijaša koji su kroz povijest dominirali alpskim natjecanjima. Često se kao najbolji skijaši svih vremena ističu Ingemar Stenmark, Marc Girardelli, Benjamin Raich ali i brojni drugi. Možemo biti ponosni da je jedan od najvećih sportaša u tom sportu uopće naša Janica Kostelić, koja dominira tim sportom u prvoj dekadi 21. stoljeća.

## Organizacije u alpskom skijanju
Sva pravila te organizacija i kontrola skijaških natjecanja su pod upravljanjem Međunarodne skijaške federacije (FIS) sa sjedištem u Bernu (Švicarska). U Hrvatskoj je za alpsko skijanje nadležan Hrvatski skijaški savez.

## Vanjske poveznice
- Hrvatski skijaški savez
- Međunarodna skijaška federacija